# Cadillac Optiq
La Cadillac Optiq è un'autovettura elettrica prodotta dalla casa automobilistica statunitense Cadillac a partire dal 2023.
La vettura è un crossover SUV di lusso a batteria che viene prodotto esclusivamente in Cina dalla SAIC-GM, una joint venture tra il produttore cinese Shanghai Automotive Industry Corporation (SAIC) e General Motors, venendo introdotto sul mercato autoctono alla fine del 2023. È disponibile in due allestimenti che hanno una potenza rispettivamente di 150 kW e 180 kW.